# COVERS3 〜Roots of JERO〜
「COVERS3 〜Roots of JERO〜」（カバーズ・スリー 〜ルーツ・オブ・ジェロ〜）は、ジェロのカバー・アルバム。

## 概要
- シリーズ第3弾。CD・カセットテープで発売される。選曲はジェロ本人の思い入れによる。

## 収録曲
1. 越後獅子の唄
1950年 美空ひばり
2. 津軽平野
1984年 千昌夫
3. アメリカ橋
1998年 山川豊
4. 契り
1982年 五木ひろし
5. 夜桜お七
1994年 坂本冬美
6. 津軽恋女
1987年 新沼謙治
7. J
1984年 イ・ソンヒ（2003年に門倉有希がカバー）